# Barrio de San Frontis

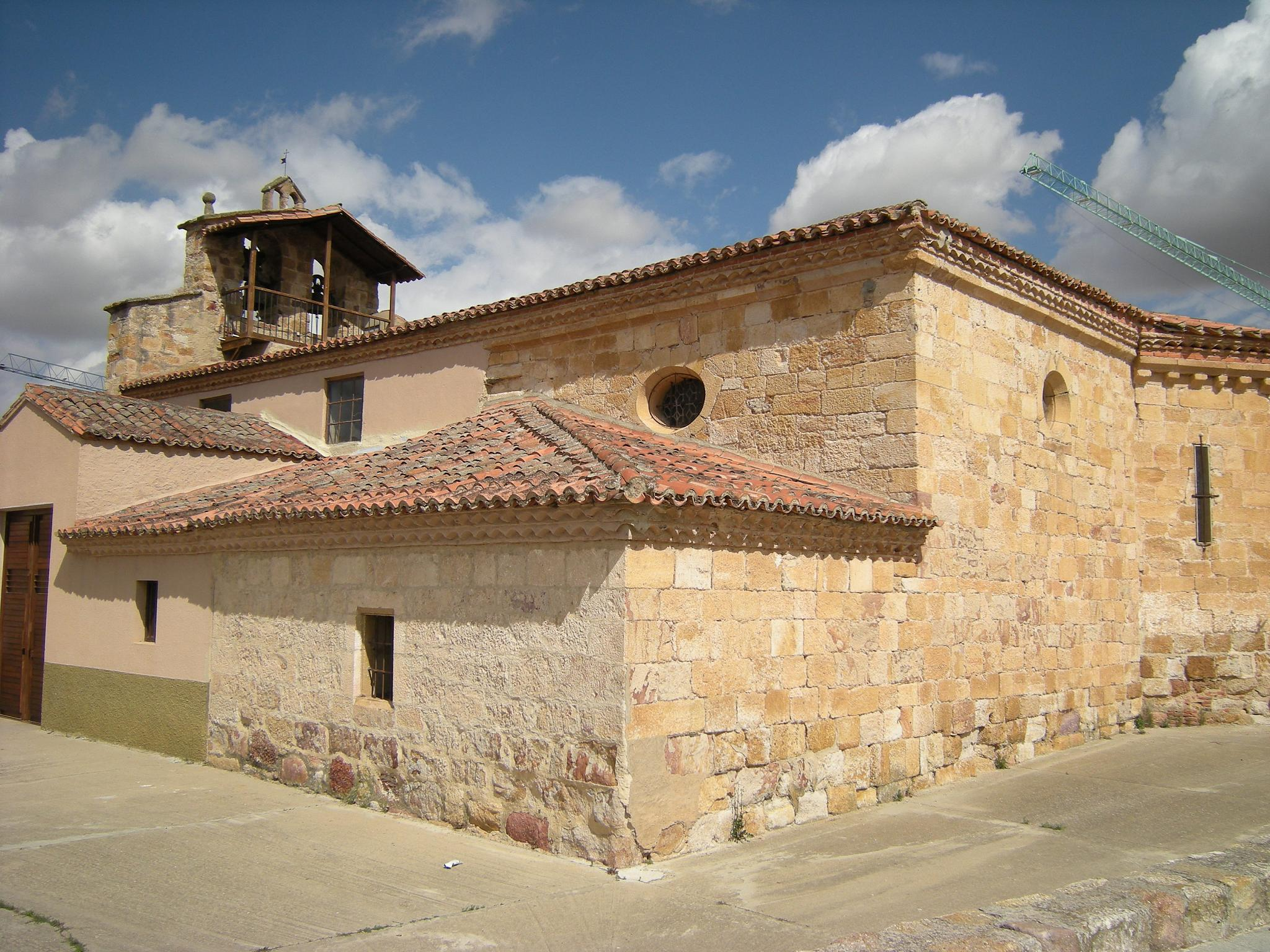
La iglesia de San Frontis es el centro del barrio zamorano.

El Barrio de San Frontis  (denominado también como arrabal de San Frontis o puebla de San Frontis) es un barrio zamorano ubicado en el margen izquierdo del río Duero. El barrio se vertebra en torno a la parroquia de San Frontis de la que toma su nombre, y se encuentra al sur de la ciudad pasado el puente de piedra, camino de Fermoselle. A mediados de septiembre celebra su Fiesta de la Santa Cruz.

## Historia
La denominación San Frontis, es posible que provenga del nombre de origen latino, "sub frontis pontis" por debajo del puente, siendo una tautoponimia. Haciendo referencia, a esa altura del cauce del río Duero, al Puente Viejo o de Olivares que estuvo en pie hasta 1310, del que existen algunos restos visibles a comienzos del siglo XXI. La creación del barrio data del siglo XI. Se encontraba inicialmente en su área el Monasterio de San Jerónimo (el año 1534).